# Michel Blanc-Dumont
Michel Blanc-Dumont, (Saint-Amand-Montrond, 7 maart 1948) is een Franse striptekenaar en illustrator. Hij is vooral bekend vanwege zijn onconventionele western Jonathan Cartland.

## Biografie
Michel Blanc-Dumont groeide op in een gezin waar kunst centraal stond. Zijn vader was beeldend kunstenaar en hun huis hing vol met tekeningen gemaakt door zijn grootvader die tekenaar was. Als kind las hij veel strips, o.a. het weekblad Tintin, waarin strips van Hergé en Jacobs stonden, en Spirou met Jerry Spring van Jijé. Blanc-Dumont studeerde aan de École Olivier-de-Serres in Parijs tekenen, met als specialisatie striptekenen. Na zijn militaire dienst ging hij bij zijn vader werken. Hier restaureerde hij een tijdlang schilderijen. Blanc-Dumont kreeg echter de behoefte om zelf werk te creëren en ging op scenario van een vriend strips tekenen. Zijn eerste strips werden vanaf 1973 gepubliceerd in de tijdschriften Phenix en Jeunes années. In 1974 ontmoette hij schrijver Laurence Harlé met wie hij de serie Jonathan Cartland maakte, deze strip werd voorgepubliceerd in achtereenvolgens Lucky Luke, Pilote en Charlie. Op het 15e Internationaal stripfestival van Angoulême in 1988 kreeg deze stripreeks de nodige aandacht, Michel Blanc-Dumont ontving de prijs voor het beste album van het jaar met zijn album De schaduw van het leven.
Naast zijn reeks Jonathan Cartland probeerde Blanc-Dumont een nieuw genre in 1990 met de misdaadserie Colby op scenario van Greg. De serie speelt zich af in de jaren veertig van Amerika. Tussentijds stopte hij met Jonathan Cartland, waarvan het laatste deel in 1995 verscheen. In 1997 nam hij op verzoek van Jean Giraud deel aan de productie van de serie De jonge jaren van Blueberry met François Corteggiani als schrijver. Van deze serie verschijnen nog steeds nieuwe delen.

## Reeksen[4]
- Jonathan Cartland,  1976-1995
- Paris sera toujours Paris (?) , 1981
- Dream is over,  1982
- À l'aube de la liberté, 1989
- Colby, 1991-1997
- De jonge jaren van Blueberry, 1998-2016
- Objectif citoyen, 2005

- Biblioteca Nacional de España: XX896930
- Bibliothèque nationale de France: cb11892210w (data)
- Gemeinsame Normdatei: 1027179266
- International Standard Name Identifier: 0000 0000 7358 487X
- Library of Congress Control Number: no2008001473
- Nationale Bibliotheek van Tsjechië: xx0003368
- Nederlandse Thesaurus van Auteursnamen: 069126941
- Istituto Centrale per il Catalogo Unico: RAVV055435
- Système universitaire de documentation: 026730723
- Virtual International Authority File: 7626
- WorldCat: E39PBJr3wKgX7JvPYMbrKdvGpP